# Liste der Kulturdenkmale in Todesfelde
In der Liste der Kulturdenkmale in Todesfelde sind alle Kulturdenkmale der schleswig-holsteinischen Gemeinde Todesfelde (Kreis Segeberg) aufgelistet (Stand: 10. März 2025).

## Legende
In den Spalten befinden sich folgende Informationen:
- Objekt-ID: die Nummer des Kulturdenkmales
- Lage: die Adresse des Kulturdenkmales und die geographischen Koordinaten. Kartenansicht, um Koordinaten zu setzen. In der Kartenansicht sind Kulturdenkmale ohne Koordinaten mit einem roten Marker dargestellt und können in der Karte gesetzt werden. Kulturdenkmale ohne Bild sind mit einem blauen Marker gekennzeichnet, Kulturdenkmale mit Bild mit einem grünen Marker.
- Offizielle Bezeichnung: Bezeichnung des Kulturdenkmales
- Beschreibung: die Beschreibung des Kulturdenkmales
- Bild: ein Bild des Kulturdenkmales

## Bauliche Anlagen
| Objekt-ID | Lage                                        | Offizielle Bezeichnung | Beschreibung | Bild |
| --------- | ------------------------------------------- | ---------------------- | --- | ---- |
| 27024     | Am Dorfplatz (53° 53′ 44″ N, 10° 10′ 38″ O) | Ehrenmalanlage         | Ehrenmalanlage; 1897 - nach 1945; Eiche mit Gedenkstein für Kaiser Wilhelm I., 1897, Kriegerdenkmal für die Gefallenen des Ersten Weltkriegs, 1921, Ehrenmal für die Gefallenen und Vermissten des Zweiten Weltkriegs und die Heimatvertriebenen, nach 1945 - Begründung: geschichtlich, städtebaulich - Schutzumfang: Ehrenmalanlage, Eiche für Kaiser Wilhelm I. mit Gedenkstein, Kriegerdenkmal für die Gefallenen des Ersten Weltkriegs, Ehrenmal für die Gefallenen und Vermissten des Zweiten Weltkriegs und die Heimatvertriebenen - Denkmaltyp: Bauliche Anlage | BW   |

## Quelle
- Liste der Kulturdenkmale in Schleswig-Holstein – Kreis Segeberg

- Karte mit allen Koordinaten:
- OSM |
- WikiMap